# Oscar Peterson
Oscar Peterson (Montreal, 15 de agosto de 1925-Mississauga, 23 de diciembre de 2007) fue un pianista y compositor de jazz canadiense. Virtuoso, considerado uno de los mejores pianistas de jazz de todos los tiempos, Peterson publicó más de 200 grabaciones, ganó ocho premios Grammy, un premio a la trayectoria de la Academia de la Grabación y numerosos otros premios y distinciones. Ofreció miles de conciertos en todo el mundo a lo largo de una carrera de más de 60 años. Duke Ellington lo llamó el "Maharaja del teclado", sus amigos simplemente "OP" y, en la comunidad del jazz, se le conocía informalmente como "el rey del swing interior". 
Su estilo, formado durante los años cuarenta como en el caso de otros pianistas como Erroll Garner y George Shearing, oscila entre el swing y el bop, y se engloba dentro de la tendencia clasicista o tradicional del jazz, también conocida como mainstream jazz. Seguidor de Art Tatum, se trata de un pianista acústico de gran técnica, con una destacable capacidad para tocar con velocidad y con una gran habilidad para el swing, independientemente del tempo de ejecución. Son elogiadas tanto sus interpretaciones en grupos pequeños como acompañando a cantantes, aunque sus mejores momentos sean como solista. 
A pesar uno de los representantes del mainstream jazz, Peterson fue también compositor y creador de algunos temas muy comprometidos políticamente. Aunque no sea su faceta más conocida, escribió y grabó la afamada "Canadiana Suite" en 1964. Antes, en 1962, en su disco más reconocido Night Train, graba Hymn to Freedom, una canción utilizada por los movimiento de defensa de los derechos civiles y contra el racismo en EE. UU. 
Algunas de sus propias obras las ha grabado con piano eléctrico. Excepcionalmente vocalista, su voz recuerda mucho a la de Nat King Cole.[cita requerida]

## Biografía
Oscar Peterson nació en Montreal, Quebec, Canadá, de inmigrantes de las Indias Occidentales (San Cristóbal y Nieves y las Islas Vírgenes Británicas):  su madre, Kathleen, era trabajadora doméstica; su padre, Daniel, trabajaba como maletero para Canadian Pacific Railway y era un músico aficionado que aprendió por sí mismo a tocar el órgano, la trompeta y el piano.  Peterson creció en el barrio de Little Burgundy en Montreal. Fue en este barrio predominantemente negro donde conoció la cultura del jazz. A los cinco años, Peterson comenzó a perfeccionar sus habilidades con la trompeta y el piano, pero un ataque de tuberculosis cuando tenía siete años le impidió volver a tocar la trompeta, por lo que dirigió toda su atención al piano. Su padre fue uno de sus primeros profesores de música, y su hermana Daisy le enseñó piano clásico. Peterson era persistente en la práctica de escalas y estudios clásicos.
Tras ganar un concurso para jóvenes talentos a los 14 años, empezó a trabajar en un espectáculo semanal de la radio de Montreal. Peterson tuvo sus primeras experiencias musicales serias tocando con la orquesta de Johnny Holmes. De 1945 a 1949, grabó 32 temas para la Victor Records en Montreal. Se trata de interpretaciones en trío que muestran a un Peterson cómodo con el boogie-woogie, del que se apartaría pronto, y con el estilo próximo al swing de Teddy Wilson y Nat King Cole. Aun joven, su técnica era ya muy admirada por los aficionados y críticos.

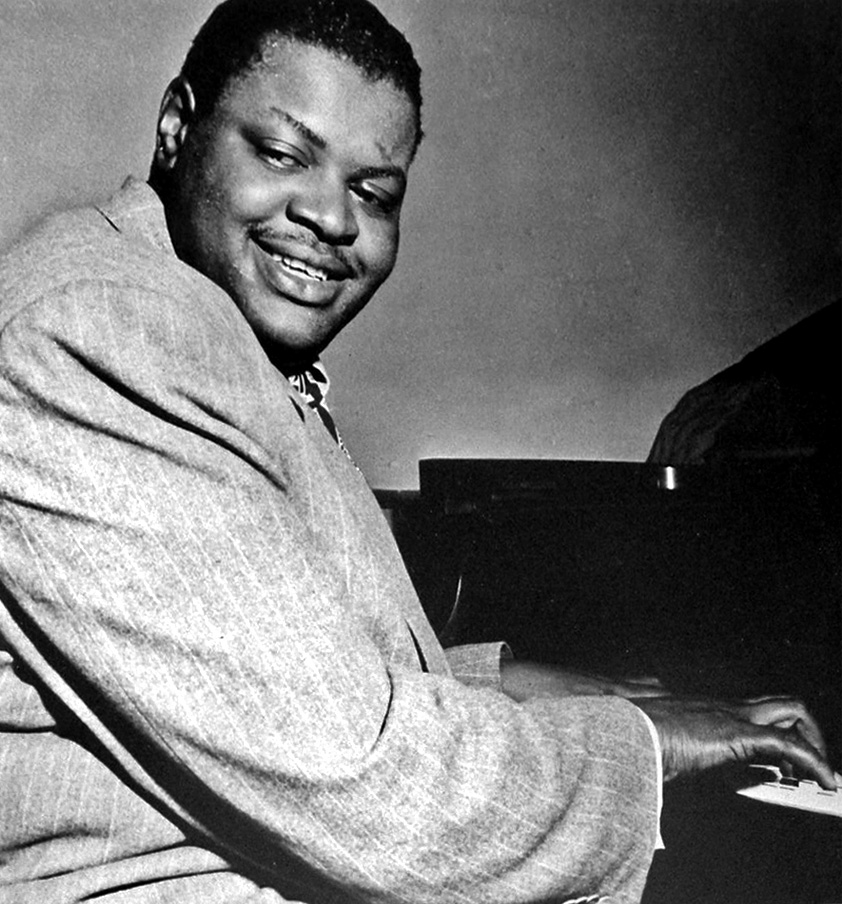
Foto de Oscar Peterson para publicidad de Jazz At The Philharmonic (1950).

El productor Norman Granz descubrió a Peterson en 1949 y pronto lo promocionó como una de las jóvenes promesas de su conjunto de músicos para espectáculos de jam session Jazz At The Philharmonic, con el cual debuta a fines de ese año. Peterson grabó en 1950 una serie de dúos teniendo como compañeros en el contrabajo a Ray Brown y a Major Holley. Su versión de «Tenderly» se convirtió en un éxito. 
Su fama se acrecentó en 1952 cuando formó un trío con el guitarrista Barney Kessel y con Brown, siendo el primero reemplazado más adelante por Herb Ellis. Entre 1953 y 1958, el Oscar Peterson Trio ganó gran reputación al grabar como banda de acompañamiento junto a Lester Young, Benny Carter, Roy Eldridge, Ben Webster, Stan Getz y Sonny Stitt, así como con cantantes de gran trayectoria como Fred Astaire, Ella Fitzgerald y Louis Armstrong.
En 1958, cuando Ellis abandonó el grupo, Peterson decidió prescindir de la guitarra para incurrir en un formato de trío más tradicional, Ed Thigpen en la batería. El trío Peterson-Brown-Thigpen (que estuvo trabajando hasta 1964), propició un mayor protagonismo para el piano de Peterson, y fue la formación bajo la que publicó varios de sus trabajos más aclamados, como los álbumes Night Train (Verve, 1963) y We Get Requests (RCA Victor, 1964).
Durante la década de 1960, Peterson alternó grabaciones de corta duración que apuntaban a las listas de éxitos musicales, incurriendo en el soul jazz (Night Train, 1963), el bossa nova (We Get Requests, 1964) y el easy listening (Oscar Peterson and Nelson Riddle, 1963), junto con otras de tinte más vanguardístico, en las que el pianista hacía ostentación de su gran capacidad técnica: entre 1963 y 1968, Peterson realizó una serie de grabaciones en seis volúmenes titulada Exclusively for My Friends, que fueron consideradas su respuesta a la emergencia de Bill Evans y McCoy Tyner como pianistas destacados de jazz. El quinto volumen, titulado My Favorite Instrument (Verve, 1968) fue su primera incursión en el formato de piano solo, prescindiendo del bajo y la batería.
Tras las partidas de Brown y Thigpen, el trío vio sucederse intermitentemente a baterías como Louis Hayes (1965-66), Bobby Durham (1967-70), Ray Price (1970) y bajistas como Sam Jones (1966-70) y George Mraz (1970). Finalmente, en 1972 se asentó una nueva formación clásica con el guitarrista Joe Pass y el bajista danés Niels-Henning Ørsted Pedersen, siendo éste el grupo insignia del nuevo sello de Norman Granz, Pablo Records. Apareció en docenas de grabaciones con otras estrellas, hizo cinco discos en dúo con importantes trompetistas (Dizzy Gillespie, Roy Eldridge, Harry "Sweets" Edison, Clark Terry y Jon Faddis), y tocó con Count Basie en duelos pianísticos.
Una grave afección cerebrovascular en 1993 lo dejó fuera de combate durante dos años. Desde entonces, regresó gradualmente a escena, aunque su mano izquierda había quedado afectada.
Murió el 23 de diciembre de 2007, con 82 años en su casa de Mississauga en Ontario (Canadá) por una insuficiencia renal.

## Discografía

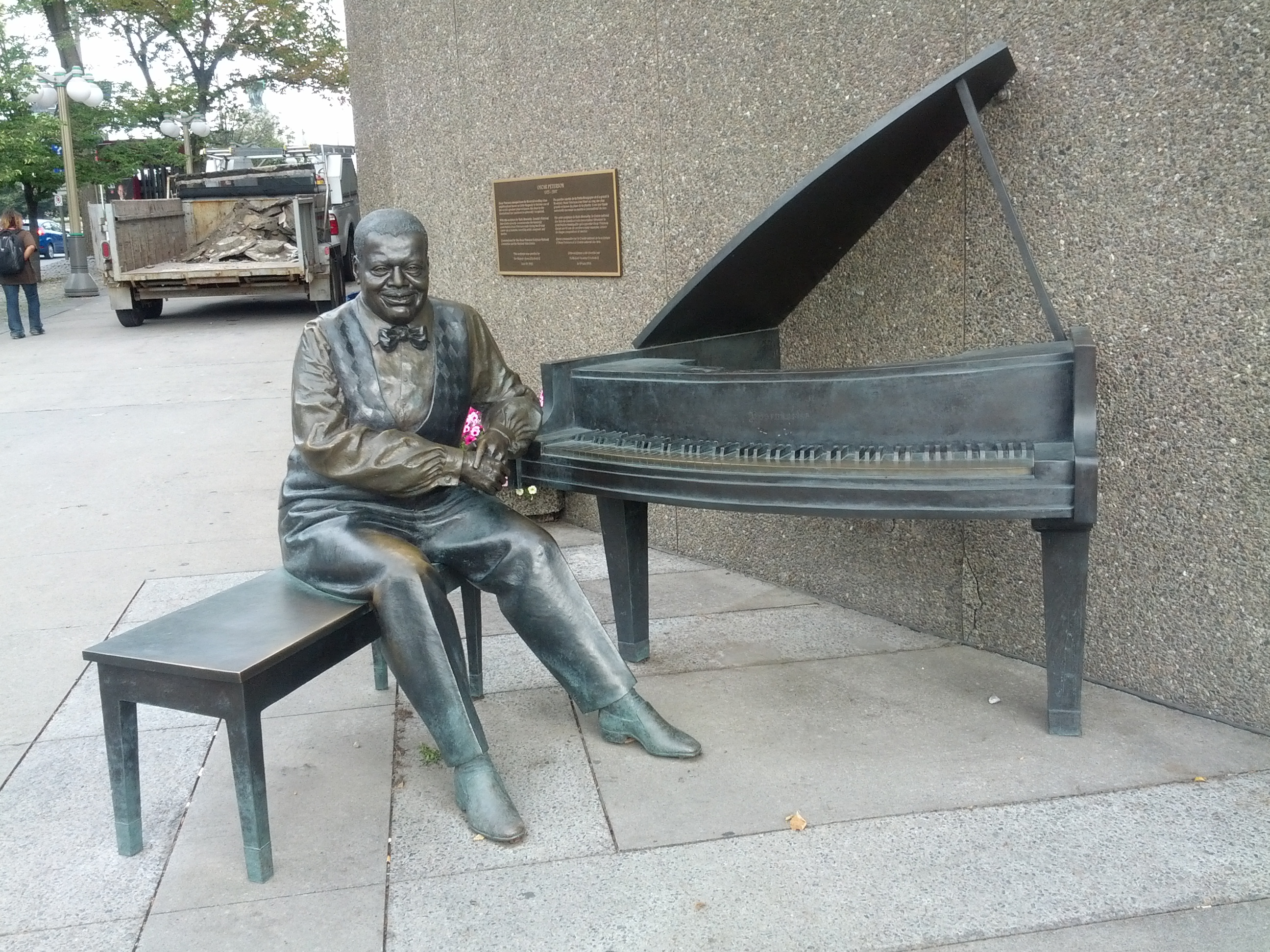
Estatua de Oscar Peterson en Ottawa.

- 1952: The Oscar Peterson Quartet, No. 1 (Verve)
- 1952: Oscar Peterson Plays Duke Ellington [Verve]
- 1952: Oscar Peterson Plays George Gershwin (Verve)
- 1952: Oscar Peterson Plays Irving Berlin (Mercury)
- 1952: Oscar Peterson Plays Richard Rodgers (Clef)
- 1955: At Zardi's [live] 	(Pablo)
- 1955: Oscar Peterson Plays the Count Basie Songbook (Clef)
- 1956: At the Stratford Shakesperean Festival [live] (Verve)
- 1957: The Oscar Peterson Trio And...	 	(Verve)
- 1957: At the Concertgebouw [live] (Verve)
- 1958: The Oscar Peterson Trio at the Concertgebouw [live] (Verve)
- 1958: On the Town (Verve)
- 1959: Oscar Peterson Plays the Cole Porter Songbook (Verve)
- 1959: The Jazz Soul Of Oscar Peterson (Verve Records)
- 1959: Oscar Peterson Plays The Harry Warren and Vincent Youmans Songbook (Verve Records)
- 1959: Oscar Peterson Plays The Jerome Kern Songbook (Verve Records)
- 1960: Plays Irving Berlin (Clef Records)
- 1960: Firello (Verve Records)
- 1962: Night Train, Vol. 1 (Verve)
- 1962: Something Warm (Verve)
- 1964: Oscar Peterson Trio Plus One (Verve)
- 1964: The Oscar Peterson trio In Concert - Live Recording, Ljubljana (M.C.R. Productions)
- 1965: Oscar Peterson Plays for Lovers (Prestige)
- 1965: With Respect to Nat (Verve)
- 1968: My Favorite Instrument (Verve)
- 1969: Hello, Herbie (Most Perfect Sound)
- 1970: Tracks	(Verve)
- 1972: Reunion Blues (Polygram)
- 1972: Oscar Peterson Trio - Another Day (Most Perfect Sound)
- 1973: Oscar Peterson Featuring Stephane Grappelli (Prestige)
- 1973: The Trio [Pablo]
- 1974: Peterson/Gilles (Pablo)
- 1974: Satch and Josh (Pablo)
- 1974: Great Connection - with Nils Ørsted Pedersen & Louis Hayes (Most Perfect Sound)
- 1974: Oscar Peterson & Roy Eldridge (Pablo/OJC)
- 1974: Oscar Peterson & Harry Edison (Pablo/OJC)
- 1975: Oscar Peterson & Clark Terry (Original Jazz Classics)
- 1975: Oscar Peterson & John Faddis (Original Jazz Classics)
- 1980: Live at the North Sea Jazz Festival 1980 [Pablo]
- 1981: Nigerian marketplace (Pablo)
- 1983: Two of the Few (Pablo/OJC)
- 1986: Oscar Peterson with Harry Edison & Eddie Vinson (Pablo)
- 1994: Side by Side (Oscar Peterson and Itzhak Perlman)
- 1995: The More I See You (Telarc)
- 1996 Oscar Peterson Meets Roy Hargrove and Ralph Moore
- 1996: Pianiste magicien du clavier
- 1999: Live at the Blue Note (Telarc)
- 1999: Olympia, 1963 - The Champs Élysées, 1964 [live] (Trema)